# پرنس ریسبورو
latitudeپرنس ریسبوروlongitudeپرنس ریسبورو
پرنس ریسبورو (به انگلیسی: Princes Risborough) یک شهرک و English country house در بریتانیا است که در انگلستان واقع شده‌است.

## خصوصیات
پرنس ریسبورو ۷٬۹۷۸ نفر جمعیت دارد.